# Đoàn Thọ Huy
Đoàn Thọ Huy (段壽輝) là vị hoàng đế trong lịch sử nước Đại Lý từ năm 1080 đến năm 1081. Ông là cháu trai của vua Đoàn Liêm Nghĩa. Ông trị vì đến năm 1081 thì nhường ngôi cho em họ là Đoàn Chính Minh, xuất làm sư theo Phật giáo. Sau khi qua đời, ông được tôn thụy hiệu là Thượng Minh Đế.